# Eduar Marriaga
Eduar Antonio Marriaga Campo (* 25. November 1992 in Barranquilla) ist ein kolumbianischer Boxer und Olympiateilnehmer von 2012 im Leichtgewicht.

## Boxkarriere
Der 1,76 m große Leichtgewichtler (bis 60 kg) wurde 2010 Kolumbianischer Jugendmeister, sowie 2011 und 2012 Kolumbianischer Meister. Seine größten internationalen Erfolge waren der dritte Platz bei den Panamerikanischen Jugendmeisterschaften 2010 in Santo Domingo und der ebenfalls dritte Platz bei der Amerikanischen Olympiaqualifikation 2012 in Rio de Janeiro, als er erst im Halbfinale gegen Félix Verdejo ausschied.
Er nahm anschließend an den Olympischen Spielen 2012 in London teil, verlor jedoch noch seinen ersten Kampf gegen Wellington Arias (8:17).
Im April 2016 gab er sein Debüt bei den Profis.